# Chojun Miyagi
Chojun Miyagi (宮城長順, Miyagi Chōjun) (Naha, Ilha de Okinawa, 25 de Abril de 1888 – Ilha de Okinawa, 8 de Outubro de 1953) foi um mestre de artes marciais japonês, sendo criador do estilo de karatê Goju-ryu. Era de uma família de mercadores que possuía dois navios e comercializava intensamente com a China.

## Biografia
Entre 1909 e 1911, cumpre o serviço militar. Após a morte do pai, Miyagi foi obrigado, e a pedido de seu mestre, a ir para a China, deslocando-se então a Fuchou, na província de Fujian, onde aprendeu os estilos Shaolin e Pa Kua.
Após o seu regresso e baseando-se nos princípios do yin e do yang chineses, fundou a escola Goju-Ryu (Go & Ju), que ainda hoje cria fortes "karatecas" e lutadores.
Formou vários alunos que deram posteriormente origem a diversas escolas e ramificações de Karatê Goju-Ryu, como Meitoku Yagi (Meibukan), Seikichi Toguchi (Shoreikan), Seiko Higa (Shodokan), Eichi Miyazato (Jundokan), Morio Higaonna (IOGKF), Gogen Yamaguchi (Goju-Kai), Seigo Tada (Seigokan), entre outros.
Havia também um aluno de Miyagi que se formou faixa preta com ele que se chama Kiichi Nakamoto. Nakamoto teve a honra de ser um dos primeiros faixas pretas a alcançar o 10º dan em Goju-Ryu Karatê e ter sua graduação reconhecida pelo governo japonês. Como último mestre formado por Miyagi ainda viaja por vários países do mundo ministrando seminários e ensinando o Goju-Ryu. A Escola de Nakamoto é conhecida como Goju-Ryu Okinawa-kan Karatê-do Kyokai.
O seu aluno que viveu mais tempo, morreu em 2009.
Era considerado uma grande honra treinar com ele. Ele, que hoje em dia é já uma lenda.

## Sucessor
"Deixe-me começar por dizer que eu não fui nomeado o sucessor do Goju-ryu por Miyagi, mas nem ninguém  foi. Há alguns professores de Goju-ryu que afirmam ter sido nomeados sucessores em privado por Miyagi. Estas alegações são ridículas e desrespeitosas da sua memória. Ele nunca nomeou publicamente ninguém como sucessor. O senso comum ditaria que se ele fosse nomear alguém, teria sido um estudante de longa data e que teria de ser com registo público, para ter qualquer valor. Miyagi não era um homem de fazer as coisas de uma forma aleatória - tudo era muito deliberado e preciso. Também seria lógico supor que se Miyagi não concedeu qualquer graduação de Dan, então como estaria ele inclinado a nomear um sucessor? Eu sinto que Miyagi estaria rolando na sua sepultura com a infinidade de afirmações ridículas sobre este assunto." - Seikichi Toguchi.